# Liga Mexicana del Pacífico 2019-20
La Temporada 2019-20 de la Liga Mexicana del Pacífico es la 62.ª edición, llevó el nombre Caliente.mx y dio inicio el 11 de octubre de 2019 con la visita de los Sultanes de Monterrey a los Águilas de Mexicali, los Venados de Mazatlán visitaron a los Tomateros de Culiacán, mientras que los Algodoneros de Guasave visitaron a los Cañeros de Los Mochis. El resto de los juegos inaugurales iniciaron el día 12 de octubre de la siguiente manera: Yaquis visitando Charros, Mayos visitando a Naranjeros, Algodoneros visitando a Los Cañeros y Tomateros visitando a Venados.
La primera vuelta terminó el 21 de noviembre y la segunda vuelta finalizó el 30 de diciembre de 2019.
En enero de 2019 se anunció la expansión de la liga, aumentando de 8 a 10 equipos con el regreso de los Algodoneros de Guasave y la integración de los Sultanes de Monterrey.
Los Tomateros de Culiacán se coronaron campeones al superar 4-3 a los Venados de Mazatlán en la serie por el título. El juego final se disputó el 30 de enero en el Estadio Tomateros de Culiacán, Sinaloa.

## Sistema de competencia

### Temporada regular
La temporada regular se divide en dos vueltas, para totalizar 68 partidos para cada uno de los 10 equipos. 
La primera vuelta está integrada de 35 juegos y la segunda de 33 juegos para cada club. Al término de cada vuelta, se asigna a cada equipo una puntuación conforme a la posición que ocuparon en el standing, bajo el siguiente esquema:
- Primera posición: 10 puntos
- Segunda: 9 puntos
- Tercera: 8 puntos
- Cuarta: 7 puntos
- Quinta: 6 puntos
- Sexta: 5,5 puntos
- Séptima: 5 puntos
- Octava: 4,5 puntos
- Novena: 4 puntos
- Décima: 3,5 puntos

Al concluir el rol regular, se realiza un "Standing de Puntos" donde clasificarán  los 8 equipos que hayan sumado más puntos considerando las dos mitades. En los casos de empate en puntos, se aplican los siguientes criterios para desempate:
1. Mayor porcentaje de juegos ganados y perdidos entre los equipos empatados.
2. Dominio entre los clubes empatados.

Con el fin de transparentar totalmente el criterio del dominio, se precisa lo siguiente:
a) Que cuando dos equipos queden empatados en juegos ganados y perdidos, la mayor puntuación se otorgará al equipo que le haya ganado más juegos al rival.
b) Cuando tres o más equipos quedasen empatados en el porcentaje de juegos ganados y perdidos, la regla del dominio solo procederá si uno de los equipos empatados tiene dominio sobre la totalidad de los otros equipos.
c) Esta regla no procederá cuando habiendo empatados en juegos ganados y perdidos tres o más equipos el dominio haya sido alterno.
3º.-  Mayor porcentaje de “run-average” general de los equipos involucrados (TCA*100 / TCR).
4º.-  Sorteo.

### Play-off
Se enfrentarán el 1º. vs el 8º. , el 2º. vs el 7º. , el 3º. vs. el 6º. y el 4º. vs. el 5º. Lugares del Standing General de puntos, en una serie de 7 juegos a ganar 4, iniciándose la serie en casa de los ocupantes del 1º. ,  2º. , 3º. y 4°. lugares, bajo el sistema de 2 – 3 – 2 (casa-gira-casa).

### Semifinal
Una vez definidos los 4 equipos que jugarán la semifinal se cancela el sistema de puntuación de las dos vueltas.
La series semifinales serán también a ganar 4 de 7 juegos posibles, bajo el sistema de 2-3-2, enfrentándose el 1º. vs el 4º. y el 2º. vs el 3º. lugares del Standing General de ganados y perdidos. Las series se iniciarán en casa del 1º. y 2º. Lugares del Standing General de ganados y perdidos.

### Final
Los dos equipos ganadores de la semifinal se enfrentarán por el Campeonato de la LMP en una serie de 7 juegos a ganar 4, bajo el sistema 2-3-2, iniciándose la serie en casa del mejor clasificado del Standing General de ganados y perdidos.

## Equipos participantes
| Liga Mexicana del Pacífico 2019-20 |           |                             |                           |                          |           |
| Equipo                             | Fundación | Mánager                     | Ciudad                    | Estadio                  | Capacidad |
| Águilas de Mexicali                | 1948      | Pedro Meré                  | Mexicali, Baja California | Farmacias Sta. Mónica    | 17,000    |
| Algodoneros de Guasave             | 1970      | Oscar Robles                | Guasave, Sinaloa          | Francisco Carranza Limón | 10,000    |
| Cañeros de Los Mochis              | 1947      | Víctor Bojórquez            | Los Mochis, Sinaloa       | Emilio Ibarra Almada     | 11,200    |
| Charros de Jalisco                 | 1946      | Roberto Vizcarra            | Guadalajara, Jalisco      | Panamericano             | 16,500    |
| Mayos de Navojoa                   | 1950      | Hector "El Caballo" Heredia | Navojoa, Sonora           | Manuel Ciclón Echeverría | 11,500    |
| Naranjeros de Hermosillo           | 1945      | Vinicio Castilla            | Hermosillo, Sonora        | Sonora                   | 16,000    |
| Sultanes de Monterrey              | 1939      | Homar Rojas                 | Monterrey, Nuevo León     | Monterrey                | 21,906    |
| Tomateros de Culiacán              | 1965      | Benjamín Gil                | Culiacán, Sinaloa         | Tomateros                | 20,000    |
| Venados de Mazatlán                | 1945      | Juan José Pacho             | Mazatlán, Sinaloa         | Teodoro Mariscal         | 16,000    |
| Yaquis de Ciudad Obregón           | 1947      | Sergio Omar Gastélum        | Ciudad Obregón, Sonora    | Yaquis                   | 16,000    |

## Standings

### Primera vuelta
| Equipo                   | JJ | JG | JP | PCT  | JV   | Puntos |
| ------------------------ | -- | -- | -- | ---- | ---- | ------ |
| Yaquis de Ciudad Obregón | 35 | 22 | 13 | .628 | -    | 10.0   |
| Naranjeros de Hermosillo | 34 | 21 | 13 | .618 | 0.5  | 9.0    |
| Charros de Jalisco       | 35 | 21 | 14 | .600 | 1.0  | 8.0    |
| Tomateros de Culiacán    | 35 | 19 | 16 | .543 | 3.0  | 7.0    |
| Sultanes de Monterrey    | 35 | 18 | 17 | .514 | 4.0  | 6.0    |
| Venados de Mazatlán      | 35 | 17 | 18 | .485 | 5.0  | 5.5    |
| Cañeros de Los Mochis    | 35 | 15 | 20 | .428 | 7.0  | 5.0    |
| Algodoneros de Guasave   | 35 | 15 | 20 | .428 | 7.0  | 4.5    |
| Águilas de Mexicali      | 35 | 15 | 20 | .428 | 7.0  | 4.0    |
| Mayos de Navojoa         | 34 | 11 | 23 | .323 | 10.5 | 3.5    |

### Segunda vuelta
| Equipo                   | JJ | JG | JP | PCT  | JV   | Puntos |
| ------------------------ | -- | -- | -- | ---- | ---- | ------ |
| Yaquis de Ciudad Obregón | 31 | 22 | 9  | .710 | -    | 10.0   |
| Águilas de Mexicali      | 32 | 19 | 13 | .594 | 3.5  | 9.0    |
| Tomateros de Culiacán    | 31 | 18 | 13 | .581 | 4.0  | 8.0    |
| Charros de Jalisco       | 32 | 18 | 14 | .563 | 4.5  | 7.0    |
| Naranjeros de Hermosillo | 31 | 17 | 14 | .548 | 5.0  | 6.0    |
| Cañeros de Los Mochis    | 33 | 17 | 16 | .515 | 6.0  | 5.5    |
| Mayos de Navojoa         | 32 | 14 | 18 | .438 | 8.5  | 5.0    |
| Venados de Mazatlán      | 33 | 14 | 19 | .424 | 9.0  | 4.5    |
| Algodoneros de Guasave   | 31 | 12 | 19 | .387 | 10.0 | 4.0    |
| Sultanes de Monterrey    | 32 | 8  | 24 | .258 | 14.5 | 3.5    |

### General
| Equipo                   | JJ | JG | JP | PCT  | JV   |
| ------------------------ | -- | -- | -- | ---- | ---- |
| Yaquis de Ciudad Obregón | 66 | 44 | 22 | .667 | -    |
| Naranjeros de Hermosillo | 65 | 38 | 27 | .585 | 5.5  |
| Charros de Jalisco       | 67 | 39 | 28 | .582 | 5.5  |
| Tomateros de Culiacán    | 66 | 37 | 29 | .561 | 7.0  |
| Águilas de Mexicali      | 67 | 34 | 33 | .507 | 10.5 |
| Cañeros de Los Mochis    | 68 | 32 | 36 | .471 | 14.0 |
| Venados de Mazatlán      | 68 | 31 | 37 | .456 | 13.0 |
| Algodoneros de Guasave   | 66 | 27 | 39 | .409 | 17.0 |
| Sultanes de Monterrey    | 67 | 26 | 41 | .388 | 18.5 |
| Mayos de Navojoa         | 66 | 25 | 41 | .378 | 19.0 |

### Puntos
| Equipo                   | 1V   | 2V   | TOTAL |
| ------------------------ | ---- | ---- | ----- |
| Yaquis de Ciudad Obregón | 10.0 | 10.0 | 20.0  |
| Naranjeros de Hermosillo | 9.0  | 6.0  | 15.0  |
| Charros de Jalisco       | 8.0  | 7.0  | 15.0  |
| Tomateros de Culiacán    | 7.0  | 8.0  | 15.0  |
| Águilas de Mexicali      | 4.0  | 9.0  | 13.0  |
| Cañeros de Los Mochis    | 5.0  | 5.5  | 10.5  |
| Venados de Mazatlán      | 5.5  | 4.5  | 10.0  |
| Sultanes de Monterrey    | 6.0  | 3.5  | 9.5   |
| Algodoneros de Guasave   | 4.5  | 4.0  | 8.5   |
| Mayos de Navojoa         | 3.5  | 5.0  | 8.5   |

| Avanza a los playoffs |

## Playoffs
|  | Primer Play Off | Primer Play Off | Primer Play Off |            |   | Semifinales      | Semifinales      | Semifinales      |  |   | Final            | Final            | Final            |  |
|  | 2 - 10 de enero | 2 - 10 de enero | 2 - 10 de enero |            |   | 12 - 20 de enero | 12 - 20 de enero | 12 - 20 de enero |  |   | 22 - 30 de enero | 22 - 30 de enero | 22 - 30 de enero |  |
|  |                 |                 |                 |            |   |                  |                  |                  |  |   |                  |                  |                  |  |
|  |                 |                 |                 |            |   |                  |                  |                  |  |   |                  |                  |                  |  |
|  | 1               | Cd. Obregón     | 4               |            |   |                  |                  |                  |  |   |                  |                  |                  |  |
|  | 1               | Cd. Obregón     | 4               |            |   |                  |                  |                  |  |   |                  |                  |                  |  |
|  | 8               | Monterrey       | 1               |            |   |                  |                  |                  |  |   |                  |                  |                  |  |
|  | 8               | Monterrey       | 1               |            | 1 | Cd. Obregón      | 3                |                  |  |   |                  |                  |                  |  |
|  |                 |                 |                 |            | 1 | Cd. Obregón      | 3                |                  |  |   |                  |                  |                  |  |
|  |                 |                 | 7               | Mazatlán   | 4 |                  |                  |                  |  |   |                  |                  |                  |  |
|  | 2               | Hermosillo      | 7               | Mazatlán   | 4 | 2                |                  |                  |  |   |                  |                  |                  |  |
|  | 2               | Hermosillo      |                 |            |   |                  |                  |                  |  |   |                  |                  |                  |  |
|  | 7               | Mazatlán        | 4               |            |   |                  |                  |                  |  |   |                  |                  |                  |  |
|  | 7               | Mazatlán        | 4               |            |   |                  |                  |                  |  | 7 | Mazatlán         | 3                |                  |  |
|  |                 |                 |                 |            |   |                  |                  |                  |  | 7 | Mazatlán         | 3                |                  |  |
|  |                 |                 | 4               | Culiacán   | 4 |                  |                  |                  |  |   |                  |                  |                  |  |
|  | 4               | Culiacán        | 4               | Culiacán   | 4 | 4                |                  |                  |  |   |                  |                  |                  |  |
|  | 4               | Culiacán        |                 |            |   |                  |                  |                  |  |   |                  |                  |                  |  |
|  | 5               | Mexicali        | 1               |            |   |                  |                  |                  |  |   |                  |                  |                  |  |
|  | 5               | Mexicali        | 1               |            | 4 | Culiacán         | 4                |                  |  |   |                  |                  |                  |  |
|  |                 |                 |                 |            | 4 | Culiacán         | 4                |                  |  |   |                  |                  |                  |  |
|  |                 |                 | 6               | Los Mochis | 3 |                  |                  |                  |  |   |                  |                  |                  |  |
|  | 3               | Jalisco         | 6               | Los Mochis | 3 | 3                |                  |                  |  |   |                  |                  |                  |  |
|  | 3               | Jalisco         |                 |            |   |                  |                  |                  |  |   |                  |                  |                  |  |
|  | 6               | Los Mochis      | 4               |            |   |                  |                  |                  |  |   |                  |                  |                  |  |
|  | 6               | Los Mochis      | 4               |            |   |                  |                  |                  |  |   |                  |                  |                  |  |
|  |                 |                 |                 |            |   |                  |                  |                  |  |   |                  |                  |                  |  |

### Primer Play Off
| Equipos                  | JJ | JG | JP | JV  | PCT  |
| ------------------------ | -- | -- | -- | --- | ---- |
| Yaquis de Ciudad Obregón | 5  | 4  | 1  | -   | .800 |
| Tomateros de Culiacán    | 5  | 4  | 1  | -   | .800 |
| Venados de Mazatlán      | 6  | 4  | 2  | -   | .667 |
| Cañeros de Los Mochis    | 7  | 4  | 3  | -   | .571 |
| Charros de Jalisco       | 7  | 3  | 4  | 1.0 | .429 |
| Naranjeros de Hermosillo | 6  | 2  | 4  | 2.0 | .333 |
| Águilas de Mexicali      | 5  | 1  | 4  | 3.0 | .200 |
| Sultanes de Monterrey    | 5  | 1  | 4  | 3.0 | .200 |

| Avanza a semifinales |

### Semifinales
| Equipos                  | JJ | JG | JP | JV  | PCT  |
| ------------------------ | -- | -- | -- | --- | ---- |
| Tomateros de Culiacán    | 7  | 4  | 3  | -   | .571 |
| Venados de Mazatlán      | 7  | 4  | 3  | -   | .571 |
| Cañeros de Los Mochis    | 7  | 3  | 4  | 1.0 | .429 |
| Yaquis de Ciudad Obregón | 7  | 3  | 4  | 1.0 | .429 |

| Avanza a la Final |

### Final
| Equipos               | JJ | JG | JP | JV  | PCT  |
| --------------------- | -- | -- | -- | --- | ---- |
| Tomateros de Culiacán | 7  | 4  | 3  | -   | .571 |
| Venados de Mazatlán   | 7  | 3  | 4  | 1.0 | .429 |

| Campeón |

## Cuadro de honor
| Equipos                  | Posición   |
| ------------------------ | ---------- |
| Tomateros de Culiacán    | Campeón    |
| Venados de Mazatlán      | Subcampeón |
| Cañeros de Los Mochis    | 3° Lugar   |
| Yaquis de Ciudad Obregón | 4° Lugar   |
| Charros de Jalisco       | 5° Lugar   |
| Naranjeros de Hermosillo | 6° Lugar   |
| Águilas de Mexicali      | 7° Lugar   |
| Sultanes de Monterrey    | 8° Lugar   |
| Algodoneros de Guasave   | 9° Lugar   |
| Mayos de Navojoa         | 10° Lugar  |

## Líderes
A continuación se muestran los lideratos tanto individuales como colectivos de los diferentes departamentos de bateo y de pitcheo

### Bateo
| Categoría               | Individual             | Marca | Colectivo                | Marca |
| ----------------------- | ---------------------- | ----- | ------------------------ | ----- |
| Porcentaje              | Isaac Rodríguez (MOC)  | .340  | Charros de Jalisco       | .287  |
| Carreras Producidas     | Dariel Alvarez (JAL)   | 56    | Charros de Jalisco       | .302  |
| Home Runs               | Dariel Alvarez (JAL)   | 16    | Charros de Jalisco       | 63    |
| Carreras Anotadas       | Rico Noel (CLN)        | 47    | Charros de Jalisco       | 326   |
| Hits                    | Isaac Rodríguez (MOC)  | 87    | Charros de Jalisco       | 675   |
| Dobles                  | José M. Rodríguez(JAL) | 19    | Naranjeros de Hermosillo | 101   |
| Triples                 | Taiki Sekine (OBR)     | 5     | Tomateros de Culiacán    | 15    |
| Bases Robadas           | Rico Noel (CLN)        | 30    | Tomateros de Culiacán    | 101   |
| Slugging                | Dariel Álvarez (JAL)   | .527  | Charros de Jalisco       | .414  |
| Porcentaje de Embasarse | Yadiel Hernandez (HMO) | .462  | Charros de Jalisco       | .357  |

### Pitcheo
| Categoría        | Individual                                                                   | Marca | Colectivo                | Marca |
| ---------------- | ---------------------------------------------------------------------------- | ----- | ------------------------ | ----- |
| Efectividad      | Javier Solano (MXL)                                                          | 2.23  | Águilas de Mexicali      | 2.83  |
| Juegos Ganados   | Yoanys Quiala (MOC)                                                          | 9     | Yaquis de Ciudad Obregón | 44    |
| Ponches          | Juan Pablo Oramas (HMO)                                                      | 76    | Yaquis de Ciudad Obregón | 517   |
| Juegos Salvados  | Brandon Cunniff (NAV) Mario Meza (MXL) José Rosario (GVE)                    | 12    | Naranjeros de Hermosillo | 25    |
| Juegos Lanzados  | Samuel Zazueta                                                               | 46    |                          |       |
| Innings Lanzados | Yoanys Quiala (MOC)                                                          | 87.2  | Águilas de Mexicali      | 609.2 |
| Juegos Completos | Javier Solano (MXL) Edgar Torres (MAZ) Marco Tovar (JAL) Joe Van Meter (MXL) | 1     | Águilas de Mexicali      | 2     |
| Blanqueadas      | Javier Solano (MXL)                                                          | 1     | Charros de Jalisco       | 9     |

## Designaciones
| Designación                           | Trofeo             | Ganador              | Equipo                   |
| ------------------------------------- | ------------------ | -------------------- | ------------------------ |
| Jugador Más Valioso                   | Héctor Espino      | Dariel Alvarez       | Charros de Jalisco       |
| Pitcher del Año                       | Vicente Romo       | Yoanys Quiala        | Cañeros de Los Mochis    |
| Relevista del Año                     | Isidro Márquez     | Samuel Zazueta       | Yaquis de Ciudad Obregón |
| Novato del año                        | Baldomero Almada   | Alex Robles          | Naranjeros de Hermosillo |
| Mánager del Año                       | Benjamín Reyes     | Sergio Omar Gastelum | Yaquis de Ciudad Obregón |
| Mánager Campeón                       | Francisco Estrada  | Benjamín Gil         | Tomateros de Culiacán    |
| Jugador más Valioso de la Serie Final |                    | Ramiro Peña          | Tomateros de Culiacán    |
| Campeón de Bateo                      | Matías Carrillo    | Isaac Rodríguez      | Cañeros de Los Mochis    |
| Campeón de Pitcheo                    |                    | Javier Solano        | Águilas de Mexicali      |
| Campeón de Cuadrangulares             | Ronnie Camacho     | Dariel Álvarez       | Charros de Jalisco       |
| Ejecutivo del año                     | Horacio López Díaz | Héctor Ley López     | Tomateros de Culiacán    |
| Gerente del año                       | Abundio Vargas     | Mario Valdez         | Tomateros de Culiacán    |

## Guantes de Oro
A continuación se muestran a los ganadores de los Guantes de Oro de la temporada.
| Posición | Jugador                          | Equipo                                 |
| 1B       | Joey Meneses                     | Tomateros de Culiacán                  |
| 2B       | Ramiro Peña                      | Tomateros de Culiacán                  |
| 3B       | Agustín Murillo                  | Charros de Jalisco                     |
| SS       | Daniel Castro                    | Águilas de Mexicali                    |
| JD       | Sebastián Elizalde               | Tomateros de Culiacán                  |
| JC       | Rico Noel                        | Tomateros de Culiacán                  |
| JI       | Alonzo Harris                    | Mayos de Navojoa                       |
| C        | Gabriel Gutiérrez Xorge Carrillo | Charros de Jalisco Águilas de Mexicali |
| P        | Yoanys Quiala                    | Cañeros de Los Mochis                  |

## Datos sobresalientes
- 12 oct   El juego de apertura entre Charros de Jalisco y Yaquis de Obregón tuvo una duración de 5 horas y tres minutos, para de esta forma imponer una nueva marca para un juego de nueve entradas en la historia de la Liga Mexicana del Pacífico. En este juego, el cual fue ganado por la “tribu” cajemense por 13-8, ambos equipos se combinaron también para imponer una nueva marca de más lanzadores utilizados en un juego de nueve entradas, al desfilar 20 píchers sobre el montículo. Los Charros de Jalisco usaron a once lanzadores, mientras que del lado de los Yaquis de Obregón nueve serpentineros vieron acción.

- 27 oct   Los equipos de Cañeros de Los Mochis y Águilas de Mexicali se enfrascaron en un duelo que se extendió hasta 22 entradas, para empatar de esta forma el juego de más entradas jugadas en la historia de la LMP. El duelo, que tuvo una duración de 7 horas y ocho minutos, finalmente fue ganado por los Cañeros de Los Mochis con pizarra de 3-1.

- 01 nov   José Manuel Rodríguez, segunda base de los Charros de Jalisco produjo ante los Tomateros de Culiacán la anotación número 521 en su trayectoria dentro de la Liga Mexicana del Pacífico, en duelo celebrado en la capital sinaloense, para saltar al séptimo lugar en la lista de todos los tiempos a Alonso Téllez, quien sumó 520 impulsadas.

- 10 nov Poco duró la marca impuesta por Yaquis y Charros del juego de nueve entradas de mayor duración en la LMP, ya que los Tomateros de Culiacán y los Cañeros de Los Mochis lograron un nuevo récord, tener un encuentro 5 horas y siete minutos, juego donde los guindas lograron imponerse por 12-11.

- 13 nov  Agustín Murillo, tercera base de los Charros de Jalisco, llegó a 800 hits en su carrera dentro de la LMP ante los Naranjeros de Hermosillo en el Estadio Sonora, en duelo donde los tapatíos salieron vencedores con pizarra de 6-2.

- 15 nov  En tierras tapatías, Venados de Mazatlán y Charros de Jalisco se enfrascaron en un duelo de ofensivas, encuentro donde los porteños terminaron imponiéndose con marcador de 17-10. Entre los dos equipos, lograron batear 40 imparables, imponiendo una nueva marca en la LMP con el duelo de más hits conectados en un juego de nueve entradas. Los Venados lograron batear 24 hits, mientras que los Charros de Jalisco conectaron 16 imparables. En este juego, José Manuel Rodríguez, de los Charros de Jalisco, llegó a mil imparables dentro de su carrera en la Liga Mexicana del Pacífico, convirtiéndose apenas en el jugador número 15 que entra a este selecto club en la historia del béisbol invernal.

- 17 nov  En Zapopan, durante el primer juego de la doble cartelera entre Venados de Mazatlán y Charros de Jalisco, José Manuel Rodríguez disparó doblete ante el lanzador Carlos Morales en la primera entrada, para llegar a 200 dobles de por vida, y así ser el quinto jugador en la historia dentro de la Liga Mexicana del Pacífico en llegar a dicha cifra. En el segundo encuentro de la doble jornada, Manny Rodríguez conectó un cuadrangular en la primera entrada ante la serpentina de Francisco Moreno, y así se convirtió en el duodécimo jugador en la historia de la LMP en llegar a 500 carreras anotadas. Dicho bambinazo también tuvo historia al ser el jonrón 109 en la carrera de José Manuel Rodríguez dentro de su carrera en la LMP, alcanzando en el lugar 15 de todos los tiempos a Charles “Bubba” Smith. En otra doble cartelera, ésta en el estadio Manuel “Ciclón” Echeverría, entre los equipos de Yaquis de Obregón y Mayos de Navojoa,  el lanzador Carlos Félix, del conjunto navojoense, entró al libro de récords al perder dos juegos en el mismo día. En el primer juego, el cual había sido suspendido un día antes por lluvia, Carlos Félix dejó un corredor de herencia (Jesús Valdez), el cual anotó la carrera de la ventaja para los Yaquis, quienes terminaron ganando dicho encuentro por 4-0. En el segundo encuentro de la doble jornada, los Yaquis volvieron a salir vencedores sobre los Mayos por 2-1, siendo Carlos Félix nuevamente el pitcher derrotado.

- 20 nov  Manny Rodríguez llegó a 110 jonrones en su carrera para desplazar a Charles “Bubba” Smith de lugar 15 en la lista histórica de cuadrangulares en la LMP. El bambinazo de Rodríguez llegó en la novena entrada ante el lanzador Juan Delgadillo, aportando al triunfo de los Charros de Jalisco por 8-1 sobre los Algodoneros de Guasave, en duelo celebrado en el estadio Francisco Carranza Limón.

SEGUNDA VUELTA
- 05 dic    El zurdo Juan Pablo Oramas, lanzador de los Naranjeros de Hermosillo, llegó a 500 ponches recetados en su carrera dentro de la LMP. El “chocolate” 500 llegó en la tercera entrada, siendo Walter Ibarra la víctima. En este duelo,   Oramas ponchó a 11 oponentes, apuntándose el triunfo en el duelo donde los Naranjeros de Hermosillo superaron con marcador de 4-1 a los Venados de Mazatlán en el estadio Teodoro Mariscal.

- 10 dic  El joven antesalista Alejo López, de los Sultanes de Monterrey, empató el récord de más  asistencias para un tercera base en un juego de nueve entradas, con 10, en un duelo donde   los regios cayeron por 3-0 ante los Naranjeros de Hermosillo en el Palacio Sultán. Alejo López igualó lo conseguido por Armando Murillo (Guaymas, 1959-60), Tye Waller (Guasave, 1979-80) y Alejandro Treviño (Hermosillo, 1979-80).

- 15 dic    Saúl Soto, de los Cañeros de Los Mochis, conectó el jonrón 148 en su carrera dentro de la      Liga Mexicana del Pacífico, alcanzando en el cuarto lugar de todos los tiempos en el departamento de jonrones a Andrés Mora y Luis Alfonso García. Fue en la tercera entrada cuando Soto conectó el bambinazo ante los pitcheo de Andrés  Iván Meza, ayudando al triunfo de los Cañeros de Los Mochis por 6-3 ante los Tomateros de Culiacán , en la casa de la “Nación Guinda”.

- 18 dic    En una inspirada noche, Saúl Soto disparó un par de cuadrangulares para llegar a 150  bambinazos en su carrera dentro de la LMP y colocarse en solitario en el cuarto peldaño de la lista histórica, uniéndose así a un selecto grupo en llegar a     dicha cifra, junto con  Héctor Espino (299), Eduardo Jiménez (199) y Matías Carrillo (159). El “Jefe” Soto tuvo una jornada de seis carreras impulsadas, siendo clave en el triunfo de los    Cañeros de Los Mochis sobre los Yaquis de Ciudad Obregón por 8-5, en duelo celebrado en     el estadio Emilio Ibarra Almada.

- 20 dic    El norteamericano Chris Roberson, jardinero de los Venados de Mazatlán, se convirtió en el jugador 25 en la historia de la Liga Mexicana del Pacífico en llegar a 900 hits. Roberson conectó un doblete en la cuarta entrada ante los lanzamientos de Austin Bibens- Dirkx, de los Charros de Jalisco, en duelo donde los porteños terminaron por imponerse con  pizarra de 3-2.

- 28 dic  Los Yaquis de Obregón llegaron a 43 triunfos en la Temporada Caliente.mx 2019-2020 de la Liga Mexicana del Pacífico, para empatar el récord de más victorias en un rol de 68 juegos,  igualando lo que lograron los Tomateros de Culiacán en la campaña 2012-2013. La victoria de la “tribu” cajemense fue ante los Naranjeros de Hermosillo por 7-2, en duelo    que se definió en 14 capítulos, en el Estadio Sonora. En otro frente, en el estadio Teodoro Mariscal de Mazatlán, Chris Roberson bateó su triple 27 de por vida en la Liga Mexicana del Pacífico, para quedarse solo en el cuarto lugar en  la lista de todos los tiempos. El batazo de tres estaciones de Chris Roberson vino ante los lanzamientos de Héctor  Silvestre en la sexta entrada del duelo donde los Venados de Mazatlán superaron por 3-1 a los Cañeros de Los Mochis.

- 29 dic    El zurdo Samuel Zazueta, lanzador de los Yaquis de Obregón, impuso el récord de más juegos   relevados en una temporada, con 46 apariciones, dejando atrás la marca de 45 juegos que  compartían Enrique Castillo (Obregón-Culiacán, 1967), Antonio Pulido (Culiacán, 1981-82), Eduardo Neri (Guasave, 2002-03) y Matías Carrillo Jr. (Ciudad Obregón, 2014-15). Samuel Zazueta retiró un tercio de entrada, en el duelo donde los Yaquis de Obregón  cayeron por 4-1 ante los Naranjeros de Hermosillo en el Estadio Sonora. Por su parte, en el estadio Teodoro Mariscal, Chris Roberson, de los Venados de Mazatlán conectó un par de batazos de    dos estaciones para llegar a 160 dobles en su carrera dentro  de la LMP, y así escalar a la posición número 14 en la lista de todos los tiempos de este  departamento. Roberson conectó el primer doblete de la jornada ante la serpentina de Misael López en la segunda entrada, y repitió la dosis, ahora en el octavo capítulo frente al lanzador Ricardo Hernández, ayudando a la causa de los Venados de Mazatlán, quienes doblegaron a los Cañeros de Los Mochis por 4-2.

- 30 dic    Con un triunfo por blanqueada de 4-0 sobre los Naranjeros de Hermosillo, los Yaquis de Obregón impusieron una nueva marca de victorias en rol regular en la Liga Mexicana del Pacífico con 44, siendo líderes de ambas vueltas y cosechando la máxima puntuación con  20 unidades.

## Asistencia de público
La respuesta en los estadios fue una parte trascendental en el avance conseguido durante la Temporada Caliente.mx 2019-2020, con ello, estableciendo un nuevo récord de asistencia.
Este año, un total de 3,170,417 personas asistieron con boleto pagado a disfrutar béisbol dentro de los estadios de Liga Mexicana del Pacífico en alguna de las 68 fechas de juego. Este número representa un crecimiento del 18.65% con respecto a la temporada anterior (2,672,121).
Naturalmente, la incorporación de dos nuevas plazas como Guasave y Monterrey contribuyeron en gran medida a estas cifras. Los Sultanes, en tan sólo su primer año en LMP, metieron 206,051 personas en 33 juegos de local para promediar un total de 6,244 por juego. Por su parte, los Algodoneros tuvieron gran respuesta de su afición al promediar 5,367 aficionados por juego para un total de 171,738 asistentes a lo largo de la Temporada Caliente.mx 2019-2020.
El club con mayor asistencia de local fue nuevamente los Tomateros de Culiacán, quienes estuvieron cerca de la cifra de medio millón de asistentes con 494,075 aficionados en 32 juegos de local (15,440 promedio por juego).
Los crecimientos más marcados ocurrieron en Sonora. Los Naranjeros de Hermosillo tuvieron un crecimiento de asistencia del 19.21% con respecto al año pasado al contar con un total de 487,007 en 34 juegos y promediar 14,324 como local.
Los Yaquis de Cd. Obregón tuvieron también una histórica campaña en la taquilla. Promediaron 10,396 asistentes, siendo un total de 353,473 las personas que visitaron el Estadio Yaquis para confirmar un crecimiento del 30.32% comparado a las cifras del año anterior.